# Neotantra
Unter Neotantra (auch navatantra zu Sanskrit नव, nava „neuer“) versteht man westliche Popularisierungen der hinduistischen und buddhistischen esoterischen Lehre des Tantra.
Der Begriff bezeichnet eine seit Ende der 1970er Jahre in der Westlichen Welt und heute auch in Lateinamerika verbreitete Lehre und Lebenspraxis, in der die sexuellen Aspekte des Tantra im Vordergrund stehen. Sie wird sowohl über einschlägige Literatur als auch von kommerziellen Tantraschulen vermittelt und verbreitet.
Elemente von tantrischer Sexualmagie kommen auch in anderen modernen esoterischen und neureligiösen Strömungen vor, etwa in der Wicca-Religion.

## Entstehung und Gedankengut

### Anfänge
Unter den westlichen Autoren, die das indische Tantra bereits früh rezipiert hatten, ist vor allem der britische Jurist und Amateur-Orientalist John Woodroffe zu nennen, der unter dem Pseudonym Arthur Avalon mehrere Bücher über den tantrischen Shaktismus (The Serpent Power, 1918) veröffentlicht hat und für Europäer und Nordamerikaner, die zum Hinduismus und Buddhismus konvertierten, ein einflussreiches Vorbild wurde. Woodroffe war in den 1910er Jahren der erste westliche Autor, der tantrische Schriften in die eigene Sprache übersetzte und ihren Aussagen positiv gegenüberstand. Andere zeitgenössische Orientalisten, wie etwa Lionel D. Barnett, hatten Tantra als bizarre Verirrung des Ostens verabscheut.
Im deutschen Sprachraum findet sich eine beifällige Rezeption des indischen Tantra bereits in der an der Wende zum 20. Jahrhundert nach freimaurerischen Muster gegründeten okkulten Organisation Ordo Templi Orientis (O. T. O.). In deren Programm wurde insbesondere seit einer Überarbeitung durch Aleister Crowley im Jahre 1915 auch eine homosexuelle Sexualmagie implementiert. Theodor Reuß (Lingam-Yoni, 1906), der die Organisation seit 1905 leitete, verband diese Sexualmagie klar erkennbar mit einem Programm der sozialen Transformation und der Befreiung von einer unterdrückerischen christlichen Welt.
Als Pionier des nordamerikanischen Tantra gilt Pierre Bernard, der die Lehre in Lincoln im Bundesstaat Nebraska bei dem syrisch-indischen tantrischen Yogi Sylvais Hamati studiert hatte. Um 1905 gründete Bernard die erste Tantra-Organisation der USA (Tantrik Order in America) und begann die erste Tantra-Zeitschrift des Landes zu publizieren, das International Journal of the Tantric Order. Weiteren Einfluss gewann Bernard, nachdem er um 1919 in New York City ein Studio eröffnet hatte. Dieses wurde auch von Mitgliedern der gesellschaftlichen Elite besucht, wie der Ehefrau und den Töchtern von William K. Vanderbilt, einem Enkel des Eisenbahn-Tycoons Cornelius Vanderbilt.

### Bhagwan und die Folgen
In den 1970er Jahren propagierte der indische Philosoph Bhagwan Shree Rajneesh (seit 1989 genannt „Osho“) unter der Bezeichnung „Tantra“ eine Verbindung von Spiritualität und Sexualität als eine zeitgemäße Form der indischen Lehre. Bhagwan veröffentlichte über sein Verständnis von Tantra mehrere Bücher: Tantra: The Supreme Understanding (1974), The Tantra Vision (1977),, Tantra Spirituality and Sex (1977) und From Sex to Superconsciousness. Seine unter anderem vom Yoga inspirierte Lehre besagt, dass mittels Meditation die sexuelle Energie des Beckenbereiches (Kundalini) geweckt und zu einem „kosmischen Bewusstsein“ transformiert werden könne. Trotz seiner Verwendung der hinduistischen Begrifflichkeit war Bhagwan kein Hindu; den „Therapien“, die in seinem Aschram in Pune praktiziert wurden, lagen, wenn es um Sexualität ging, vielmehr die Lehren Wilhelm Reichs zugrunde. Im Anschluss an Reich (Die sexuelle Revolution, 1935) nahm Bhagwan an, dass die meisten persönlichen Probleme, die Menschen haben, darauf zurückzuführen seien, dass ihre sexuelle Energie unterdrückt werde. Seinen Schülern hatte er insbesondere Reichs 1945 publizierten Essay Rede an den kleinen Mann zur Lektüre empfohlen. Weitere Anregungen haben die in Pune praktizierten „Therapien“ aus der esoterischen Lehre der ganzheitlichen Körpertherapie (Rolfing) bezogen.
In Deutschland, wo Tantraschulen vereinzelt bereits seit den späten 1970er Jahren und in größerer Zahl in den 1990er Jahren entstanden, waren die Initiatoren oft Schüler Bhagwans (Neo-Sannyas), die mit ihren Seminaren und Büchern Neotantra im Esoterikmilieu bekannt machten, darunter besonders Andreas Rothe („Andro“) und Margot Anand.
Der Heilpraktiker Rothe gründete 1976, im Anschluss an einen Aufenthalt in Pune, in Berlin die erste Tantra-Schule in Deutschland. Rothe lehrte „rotes“ („linkshändiges“) Tantra, das – anders als das „weiße“ und das „schwarze“ Tantra – sexuelle Handlungen einschließt, weshalb Rothe in Deutschland auch als Begründer der Tantramassage gilt. Obwohl er viel schrieb und – hauptsächlich im Selbstverlag – auch veröffentlichte, erreichte er als Autor aber nie die Bedeutung, die Anand erlangte.
Die Französin Anand, die ihre Autorenlaufbahn 1970 mit einer journalistischen Arbeit über Hippies begonnen und dann Tantra bei Bhagwan in Pune studiert hatte, veröffentlichte ihre Einsichten 1981 unter dem Titel Le chemin de l'extase: tantra, vers une nouvelle sexualité, ein Werk, das 1982 erstmals auch in deutscher Sprache verlegt wurde. Um die internationalen Leser leichter zu erreichen, schrieb und publizierte Anand, die bis 2007 auch in den USA gelebt hat, ihre weiteren Neotantra-Bücher in englischer Sprache. Anand ist die Begründerin einer Richtung innerhalb des Neotantra, für die sie den Begriff SkyDancing geprägt hat und die an verschiedenen ScyDancing Tantra Institutes in Nordamerika und in Europa praktiziert wird. Das Love and Ecstasy Training (LET), das an diesen Einrichtungen angeboten wird, verspricht nicht nur lebensverändernde sexuelle und spirituelle Erfahrungen sowie Anleitung, wie man „ein großartiger tantrischer Liebhaber“ (a great tantric lover) wird, sondern auch die Möglichkeit einer Heilung „alter sexueller Wunden“. In Deutschland besteht eine enge Verknüpfung von SkyDancing-Programmen mit Seminaren für „Gewaltfreie Kommunikation“.
Ein weiterer indischer Yoga-Guru, der westlichen Schülern in den 1970er und frühen 1980er Jahren Tantra vermittelte und damit zur Verbreitung von Neotantra beitrug, war Swami Muktananda (1908–1982). Muktananda gilt als Begründer des Siddha Yoga; seine Nachfolgerin Gurumayi Chivalasananda (* 1955) steht an der Schnittstelle zwischen indischem Tantra und Westlichem New Age.

### Neotantra in den USA
Die Popularisierung von Neotantra in den USA hatte 1964 mit der Publikation von Omar Garrisons Buch Tantra. The Yoga of Sex begonnen, das die Generation der Baby-Boomer, die im Begriff war, die sexuelle Revolution auszurufen, mit dem Konzept von Sex als religiösem Ritus bekannt machte.
Als eigentlicher Pionier der neueren amerikanischen Tantra-Bewegung gilt indessen Charles Muir. Muir war nicht über Osho, sondern als Yogalehrer zum Tantra gekommen. Mit der Source School of Tantra Yoga hatte er 1978 die erste amerikanische Tantra-Einrichtung gegründet. Sein gemeinsam mit seiner Frau Caroline geschriebenes Buch Tantra. The Art of Conscious Loving (1989) war so erfolgreich, dass es in verschiedene weitere Sprachen übersetzt wurde und so auch in Europa Verbreitung fand. Viele wichtige Veranstaltungen der amerikanischen Tantra-Bewegung finden im Esalen-Institut im kalifornischen Big Sur statt.
Schon 1974 hatte der aus Tibet eingewanderte ehemalige buddhistische Mönch Chögyam Trungpa in Boulder, Colorado unter anderem die Naropa University gegründet, eine kleine Privatuniversität, die sich selbst als buddhistisch inspiriert bezeichnet. Trungpa hat über Tantra in den USA und in Kanada mehrere Bücher publiziert. Ein weiterer prominenter spiritueller Lehrer, der in den USA eine tantrisch inspirierte Sexuallehre vertreten hat, war Adi Da (1939–2008).

### Der TerminusNeotantra
Der Terminus Neotantra – als tendenziell soziologische Bezeichnung der neueren tantrischen Lehren (deren Anhänger verwenden das Kompositum eher nicht) – lässt sich seit mindestens 1979 nachweisen.

## Unterschiede zwischen traditionellem Tantra und Neotantra
Zwischen Tantra im Sinne der indischen Tradition und Neotantra bestehen einige charakteristische Unterschiede:
- Während traditionelles Tantra eine Geheimlehre ist, in die nur wenige Menschen eingeweiht werden, die darin einen langwierigen Prozess mühsamer spiritueller Selbstverbesserung zu absolvieren haben – traditionelles Tantra erfordert jahrelanges intensives Studium –, werden neotantrische Einsichten niederschwellig und für jedermann zugänglich gemacht, sei es in Publikationen des allgemeinen Buchmarktes, sei es in Tantrakursen.[1][47][3]
- Während der Orgasmus (insbesondere der männliche Orgasmus) im traditionellen Tantra nicht Teil des zentralen Repertoires ist und zurückgehalten wird, gilt er im Neotantra im Gegenteil als akzeptabel, wenn nicht sogar als wünschenswert – zielt doch das Ritual selbst primär auf Lustgewinn.[1]
- Im traditionellen Tantra besteht das ultimative Ziel darin, spirituelle Erhöhung, einen transzendentalen Zustand der Vereinigung des männlichen und des weiblichen Prinzips zu erreichen; beim Mithuna-Ritual geht es weniger um Lust, als vielmehr darum, Glückseligkeit (engl. bliss) dadurch zu erreichen, dass alles Denken zum Verstummen gebracht und das Bewusstsein ausschließlich noch von der Tatsache der Existenz selbst ausgefüllt wird.[48][49] Im Neotantra dagegen wird die Glückseligkeit des Nur-Seins oft mit einem erhöhten Zustand sinnlichen Vergnügens verwechselt, mit „heiligem“ oder „ozeanischem“ Sex, bei dem im orgiastischen Zustand – sei es mit oder ohne Orgasmus – das Bewusstsein der eigenen Körpergrenzen vorübergehend aufgehoben wird. Obwohl dies konventionellem Sex, bei dem es eventuell nur um ein hastiges genitales Erleben geht, überlegen sein mag, handelt es sich hier nicht um tantrische Sexualität im ursprünglichen Sinne.[1][50][51]

## Tantra-Seminare
Spätestens seit den 1990er Jahren wird in Deutschland von einer gut vernetzten Tantraszene gesprochen, die sich um die Tantraschulen herum gebildet hat. In diesem Raum gibt es ca. 15 bis 20 Anbieter, die eine Vielzahl unterschiedlicher Workshops durchführen.

### Soziale Einordnung
Die Tantraszene steht geschichtlich in der Tradition der Esoterik. Auch ist eine Einordnung in die New-Age-Kultur der neuen sozialen Bewegungen zulässig. Im weiteren Sinn käme eine Nähe zur alternativen Szene, zur Polyamory-Subkultur und entfernt zum ZEGG (Zentrum für Experimentelle Gesellschaftsgestaltung) in Frage: Tantra bleibt jedoch unpolitisch. Obwohl erotische bis sexuelle Rituale im Neotantra eine kaum zu überschätzende Rolle spielen (s. u.), ist die Überschneidung mit der Swingerszene gering. Im Vergleich zu dieser ist die Tantraszene kleiner.

### Themen
Die genauen Themen der Seminare sind für Außenstehende nur schwer fassbar. Viele Tantrainstitute formulieren einen therapeutischen Anspruch. Die Seminare versprechen, insbesondere bei partnerschaftlichen und sexuellen Problemen zu helfen und Traumatisierungen bis hin zu Auswirkungen sexuellen Missbrauches lindern zu können. Vor allem soll jedoch natürlicherem Erleben der Sinnlichkeit sowie Bewusstwerdungsprozessen Raum gegeben werden. Die Lehren des traditionellen Tantra, aber auch die Grundlagen des Neotantra selbst, werden in den Seminaren nicht zum theoretischen Lehrthema gemacht, sondern in verschiedenen praktischen Übungen vermittelt.

### Programm und Ablauf der Seminare
Im Vordergrund der Seminare, die häufig in Kur- oder Wellnesshotels mit entsprechenden Gruppenräumen stattfinden, steht oft das Gruppenerlebnis. Die Veranstaltungen werden sowohl von Singles als auch von Paaren gemeinsam besucht, wobei seitens der Veranstalter meist auf ein ausgewogenes Geschlechterverhältnis geachtet wird. Es gibt aber auch reine Paar-, Single-, Männer- oder Frauenseminare und Veranstaltungen speziell für Anfänger oder Fortgeschrittene. Das Angebot reicht von Abendgruppen über einzelne Wochenenden über mehrtägige Veranstaltungen, Jahrestrainings, Urlaubsreisen bis hin zu Ausbildungen zum Tantralehrer. Jahrestrainings sind dabei Veranstaltungen, die mehrmals im Jahr jeweils mehrere Tage lang dauern und deren Teilnehmer meist eine abgeschlossene Gruppe bilden. Tantraseminare sind von den Krankenkassen nicht als Therapie anerkannt und müssen daher privat finanziert werden.
Der Ablauf der Seminartage wird hauptsächlich von Meditationen (insbesondere Chakra-Meditationen), Begegnungsübungen, Körperarbeit und Partnerübungen bestimmt. Eine einzelne Übung kann mitunter mehrere Stunden andauern. Oft kulminiert ein Seminar in einem erotischen Partnerritual, das zwei Menschen nackt miteinander ausführen. Es gibt auch Tantra für gleichgeschlechtlich orientierte Menschen (Schwule und Lesben). Sexuelle Vereinigung wird – zumindest in Anfängergruppen – nicht angeleitet. Dennoch ist festzustellen, dass die erotische Begegnung zwischen den Teilnehmern Hauptthema vieler Seminare darstellt.

### Motivation der Teilnehmer
Sexuelle Motivationen sind oft ein wichtiger Beweggrund der Teilnehmer, und zwar insbesondere der Wunsch nach solchen sexuellen Erlebnissen, die nicht höhepunkt- und leistungsorientiert sind. Daneben rangieren Sehnsüchte nach Spiritualität, Gemeinschaftserlebnissen und Geborgenheit. Bei wieder anderen steht der Wunsch im Vordergrund, „zufriedener, ausgeglichener und auf Dauer glücklicher zu werden“ und den als makelhaft empfundenen eigenen Körper bereitwilliger zu akzeptieren.
Das Geschehen in Tantraseminaren unterscheidet sich deutlich von dem eines Swingerclubs. Der angeblich leichte Zugang zum anderen Geschlecht und der lockere Umgang mit Nacktheit, Erotik und Sexualität ist jedoch ein bedeutender Anreiz – insbesondere für Männer, die noch nie ein Tantra-Seminar besucht haben. In einem Tantra-Seminar geht es vorrangig um Meditation, Bewusstwerdung, innere Verbindung sowohl sexueller als auch spiritueller Energie, Atemübungen, Entwickeln von Mitgefühl, spirituelle Vereinigung. Die sexuelle Vereinigung wird erfahrungsgemäß nur in einem sehr geschützten Rahmen in Fortgeschrittenengruppen angeleitet.
Befürworter der Seminare sagen, dass Tantra den Seminarteilnehmern Anregungen für ein intensiveres Erleben von Meditation, Bewusstheit und Sexualität liefern könne. Außerdem trage Tantra positiv zur Persönlichkeitsentwicklung, Zufriedenheit und Ausgeglichenheit bei. Die entspannte, lockere und gesellige Atmosphäre der Seminare mag darüber hinaus zum Stressabbau dienen.

### Kritik
Kritiker merken an, dass die therapeutischen Belange oftmals nur ein Vorwand seien, der das Ausleben sexueller Bedürfnisse in den Seminaren verschleiere. Zudem seien die angewandten Methoden und deren Begründung unter Rückgriff beispielsweise auf Osho und Wilhelm Reich Pseudowissenschaft. Problematisch sei insbesondere, dass es sich bei etlichen Angeboten um fragwürdige oder mittlerweile beispielsweise aus Sicht der Traumatherapie veraltete „therapeutische“ Konzepte handle. Jedenfalls sei die therapeutische Wirkung von Neotantra-Seminaren bisher nicht belegt worden. Qualifikation und therapeutische Eignung der Seminarleitung seien daher fragwürdig. Dies sei insbesondere kritisch, da in den Seminaren nicht selten starke Gefühlsschwankungen und psychische Belastungen der Teilnehmer aufträten. Zudem könne es zu einer Abhängigkeit der Seminarteilnehmer von den kostspieligen Seminaren beziehungsweise von den Leitern kommen.
Teilnehmern von Neotantra-Seminaren werden Versprechungen gemacht wie: Du wirst „nie wieder allein sein“, „liebende, unterstützende Freunde haben“, „einen Sinn im Leben haben“ und „vollständige Gleichheit mit dem anderen Geschlecht erlangen“. Der Indologe Georg Feuerstein hat bemerkt, dass dies zwar für viele Menschen wünschenswerte Ideale seien, dass sie mit Spiritualität aber nichts zu tun haben. Bei Spiritualität gehe es vielmehr darum, dem Leben so zu begegnen, wie es nun einmal sei, sich vor dem Alleinsein, nicht vorhandenen Freunden, einem Mangel an einem besonderen Sinn oder Ungleichheit in verschiedenen Lebensbereichen also nicht zu fürchten.

## Tantra-Massagen
Eine Besonderheit im Zusammenhang mit Neotantra stellen die sogenannten Tantra-Massagen (auch [tantrische] Körperarbeit) dar, wie sie seit den 1990er Jahren bezeichnet werden. Einerseits sind sie im Umfeld der Neotantra-Szene entstanden und wurden als Teil von Seminaren der Tantraschulen geübt, andererseits werden sie auch als kommerzielle Dienstleistung angeboten.

### Geschichte
Als Pionier der Tantra-Massage gilt Andreas („Andro“) Rothe, und sein 1979 in Berlin eröffnetes „spirituelles Tantrazentrum“ (Diamond Lotus Tantra Institut) als der erste Ort weltweit, an dem Tantra-Massagen angeboten wurden. Rothe hat Tantra bzw. Neotantra 1975 während einer Reise nach Indien in der Stadt Khajuraho und bei Bhagwan in Pune studiert.
Die Genitalmassage als solche ist freilich keineswegs allein Rothes Erfindung, sondern vor allem durch Joseph Kramer und Annie Sprinkle inspiriert. Kramer, der nach Lektüre von Wilhelm Reich und einer Ganzkörpermassageschulung am Esalen-Institut um 1980 zur Intimmassage fand, bot diese in der schwulen Community in der San Francisco Bay Area seit Mitte der 1980er Jahre als „daoistische erotische Massage“ an. Bei seiner Hinwendung zum Daoismus haben spirituelle Gründe nur eine untergeordnete Rolle gespielt; vor allem sprach ihn an dieser Religion an, dass sie Männer lehrt, so wenig wie möglich zu ejakulieren, was in den ersten Jahren der AIDS-Epidemie gut mit Safer Sex vereinbar schien. Sprinkle, die über die Arbeit als Prostituierte und Pornodarstellerin zum Feminismus gefunden hat und zu einer bedeutenden Vertreterin des sex-positiven Feminismus wurde, hat in Kooperation mit Kramer ein „daoistisches erotisches Yoni-Massage-Ritual“ für Frauen entwickelt. Wie bei Kramer, so ist auch bei Sprinkle eine formale religiöse (daoistische) Schulung – sei es durch einen Daoshi, sei es an einer Hochschule – nicht erkennbar. Kramers Genitalmassage, die in ihren Anfängen eine rein schwule Sexualpraxis mit dem primären Ziel der Vermeidung einer Übertragung von HIV war, wurde unter Einbeziehung von Sprinkles weiblicher Massagetechnik – maßgeblich von Kramer selbst – als Angebot an alle Geschlechter und sexuellen Orientierungen schließlich zu Sexological Bodywork (SexBod; deutsch auch: Sexologische Körperarbeit, Sexologische Körpertherapie) fortentwickelt, einer Lehre, die inzwischen auch in Deutschland vertreten ist.
Angeregt durch Sprinkles Wortschöpfung hat Michaela Riedl die Termini „Yoni-Massage“ und „Lingam-Massage“ in den frühen 2000er Jahren im deutschen Sprachraum popularisiert; Riedl ist Tantramasseurin und hat ihre Schulung an Rothes Berliner Diamond Lotus Tantra Institut erhalten. In den USA wird die weibliche Genitalmassage gelegentlich mit „Shakti Tantra“, die männliche dagegen mit „Shiva Tantra“ in Verbindung gebracht; die Ausdrücke „Yoni-Massage“ und „Lingam-Massage“ sind in Nordamerika weitgehend ungebräuchlich.

### Die Massage
Der Begriff „Tantramassage“ ist kein geschützter Begriff; so lassen sich aktuell sowohl verschiedene Formen der Tantramassage als auch unterschiedliche Ausführungsarten auf dem Markt finden. Die Mehrzahl der Anbieter versteht unter einer „Tantra-Massage“ eine Ganzkörpermassage, die auch die Genitalien einschließt: „Es geht um eine ganzheitliche Körperberührung. Nach der Idee des Tantra kann man den Genitalbereich nicht ausschließen. Das Sexuelle kann man nicht ausklammern.“ Einige Anbieter geben im Rahmen einer männlichen Genitalmassage auf Kundenwunsch hin auch eine Anal- und Prostatamassage. Wenn beim Kunden unter der Genitalmassage ein Orgasmus auftritt, so wird dies billigend in Kauf genommen und sogar ermutigt; der Höhepunkt ist aber nicht das zentrale Ziel.
Sowohl der Kunde als auch die Masseurin, die während der Begrüßungszeremonie beide ein Wickeltuch („Lunghi“) tragen, entkleiden sich für die Tantra-Massage oder in deren Verlauf, sind ab einem bestimmten Punkt also beide meist vollständig nackt. Während manche Anbieter nur mit ihren Händen massieren, arbeiten die meisten body-to-body, führen die Massage also so durch, dass sie den Kunden mit dem ganzen Körper berühren. Visuelle Reize spielen keine Rolle, die Massage wird grundsätzlich bei geschlossenen Augen durchgeführt.
Die Rollen der Gebenden (Masseurin) und des Empfangenden (Kunde, von einigen Anbietern als „Gast“ bezeichnet) sind bei den Mainstream-Tantramassagen („weiße Tantramassagen“) klar getrennt und werden niemals umgekehrt. Oral- und Geschlechtsverkehr sind ausgeschlossen.
Bei einem seriösen Anbieter dauert eine Tantramassage mindestens 90 und durchschnittlich 120 Minuten.

### Abgrenzung von anderen Formen der von Tantra inspirierten erotischen Massage
Nur eine Minderheit von Dienstleistern bietet „rote Tantramassagen“ an, bei denen es auch zu geschlechtlicher Vereinigung kommt, oft als Nachahmung des Mithuna-Rituals.
Zu unterscheiden ist Tantramassage auch von solchen Massageformen, bei denen der Kunde selbst aktiv werden darf. Letzteres trifft etwa zu auf die „Kamasutra-Massage“, die am Diamond Lotus Tantra Institut gelehrt wird, das in der Nachfolge von Andreas Rothe steht. Geschlechtsverkehr ist hier jedoch ausgeschlossen.

### Der Beruf des Tantra-Masseurs

#### Deutschland
Tantramassagen gelten in Deutschland als sexuelle Dienstleistungen und nach einem Urteil des Verwaltungsgerichts Düsseldorf vom 17. November 2021 sind Tantramasseure Prostituierte im Sinne des Prostituiertenschutzgesetzes, so müssen sie sich beispielsweise bei den zuständigen Behörden anmelden. Bereits am 6. November 2013 hatte das Verwaltungsgericht Stuttgart entschieden, dass Tantramassagen, da die Anbieter in ihren Betrieben „gezielt die Gelegenheit zu sexuellen Vergnügungen“ einräumen, ebenso wie etwa das Glücksspiel an Spielautomaten oder die konventionelle Prostitution der Vergnügungssteuer unterliegen. Zwischen konventioneller Prostitution und Tantramassagen können – zumindest in Einzelfällen – fließende Übergänge bestehen. Die Kundschaft besteht zu etwa zwei Dritteln aus Männern. Die Anbieter der Genitalmassagen werben unter anderem damit, dass sie „entschleunigte“ Erlebnisse ohne sexuellen Leistungsdruck anbieten. Sie legen Wert darauf, ihre Arbeit nicht als sexuelle Dienstleistung, sondern als Heil- oder Wellness-Angebot darzustellen; vereinzelt finden sich sogar Aussagen wie: „Tantramassagen sind Kunstwerke […].“
Dachorganisation der Tantramassage-Anbieter im deutschsprachigen Raum ist seit 2004 der in Leipzig ansässige Tantramassage-Verband e. V. (TMV). Der TMV hat in Deutschland vier privatwirtschaftlich geführte Einrichtungen „zertifiziert“, an denen Ausbildungswillige einen Abschluss als Tantramasseur erwerben können, darunter etwa Michaela Riedls Unternehmen AnandaWave/Schule für tantrische Berührung in Köln. Die Ausbildung dauert mindestens 1½ Jahre und schließt Praxismodule, Supervisionen und Abschlussprüfungen ein. Der Tantramassage-Verband e. V. setzt sich besonders dafür ein, dass Tantramasseure nicht mehr als Prostituierte im Sinne des Prostituiertenschutzgesetzes eingestuft werden.

#### Österreich
In Österreich gelten Massage-Dienstleistungen mit Berührungen im Intimbereich als Prostitution (siehe auch Prostitution in Österreich). In der Mainstream-Tantramassage werden die Genitalien darum zumeist ausgespart. Zu den ersten Einrichtungen, die Neotantra in Österreich angeboten haben, zählte 1990 der Verein Lichtung (Wimpassing). Tantra-Massage-Ausbildungen werden auch in Österreich von der Münchner Zinnoberschule angeboten. Eine eigene Selbstorganisation der Tantra-Masseure existiert in Österreich bis heute nicht.

#### Schweiz
In der Schweiz sind gewerblich angebotene Tantramassagen einschließlich Genitalmassagen grundsätzlich legal. Das Land hat kein Prostitutionsgesetz auf Bundesebene; welche gewerblichen Tätigkeiten rechtlich als Prostitution eingestuft werden, ist in Kantonsgesetzen geregelt (siehe auch Prostitution in der Schweiz). In der Prostitutionsgewerbeverordnung der Stadt Zürich (PGVO) etwa ist der Prostitutionsbegriff so gefasst, dass er Tantramassagen implizit mit einschließt.
Viele Aktivitäten der Schweizer Tantramassageszene sind in zwei Vereinen gebündelt: dem seit 2016 bestehenden Förderverein Tantramassage Schweiz (Zürich) und dem 2021 gegründeten Berufsverband Tantramassage Schweiz (BVTM, Basel). Die Zahl der vom BVTM akkreditierten Anbieter („Tantramassageinstitute“) beträgt derzeit 13 (Stand: 2022); sie sind ausschließlich in der Deutschschweiz ansässig. Für die Ausbildung zum Tantramasseur empfiehlt der Förderverein Tantramassage Schweiz – neben Einrichtungen in Deutschland – auch eine Anzahl von Schweizer Anbietern, darunter das Bodywork Center in Zürich und das Seminarhaus Witebach in Hasle/Luzern.

#### Weitere Länder
Im englischsprachigen Raum, aber auch darüber hinaus, sind seit 2005 viele Anbieter in der Association of Certified Sexological Bodyworkers (ACSB) organisiert. Diese Einrichtung hat in den USA, Kanada, Australien, Großbritannien, Brasilien, Israel sowie in Deutschland und der Schweiz eine Anzahl von Schulen akkreditiert.

### Anspruch der Anbieter und Erwartungen der Kunden
Die Anbieter versprechen den Kunden auf ihren Webseiten eine Verbindung aus Spiritualität, Verehrung, Selbstentdeckung, Wellness und Heilung, wobei der Inhalt dieser einzelnen Programmpunkte sich von Anbieter zu Anbieter stark unterscheiden kann, insgesamt aber meist vage bleibt.

#### Spiritualität
Wo immer die Anbieter über Spirituelles theoretisieren, ist von „Energie“ (gemeint ist Prana) die Rede; so sollen Tantramassagen „die feinen Energieströme im Körper bewusst durch die verschiedenen Energiezentren lenken“ und damit „dem Nervensystem neue Energie“ geben.
Bei den Details der Lehre und insbesondere bei den Stellungnahmen zum genauen Verhältnis von Tantra-Massagen einerseits und traditionellem Tantra andererseits offenbart sich bei den einzelnen Anbietern und Verbänden dann aber ein erheblicher Pluralismus.
Unterschiede zeigen sich etwa hinsichtlich des spirituellen Anspruchs. Die vom
TMV akkreditierte Tantra-Massage-Ausbildungsstätte AnandaWave etwa erklärt, die unter ihrem Dach gelehrte Massage basiere „auf einem durch die tantrische Philosophie geprägten spirituellen Weltbild und Techniken aus dem Taoismus“ und bescheinigt dem „Tantrismus“, dass er „der Sexualität des Menschen eine zentrale Bedeutung beimisst“.
Auf der Webseite des Fördervereins Tantramassage Schweiz ist zu lesen, dass Sexualität „im Tantra als Mittel zur Bewusstseinserweiterung genutzt“ und „als Mittel zum magischen Wirken angesehen“ werde.
Anbieter in den Vereinigten Staaten versprechen ihren Kunden ein „erhöhtes spirituelles Bewusstsein“ und eine „Vereinigung mit den Göttlichen Energien des Universums“.
Deutlich zurückhaltender gibt sich der deutsche Tantramassageverband e. V. (TMV), der den spirituellen Anspruch von Tantra-Massagen auf seiner Webseite zunächst einmal nur mit dem Argument bewirbt, dass Tantra – im Gegensatz zu „anderen Religionen“ (gemeint ist das Christentum) – die Sexualität nicht als sündhaft ablehne. Ohne Nachweis wird dann behauptet, Tantra habe seinen Ursprung in „den frühgeschichtlichen matriarchalen Kulturen“, wobei Oshos Verdienst darin bestehe, die Lehre so re-demokratisiert zu haben, wie sie in ihrer Frühgeschichte gewesen sei. Der TMV erklärt es einerseits zu seinem Programm, darüber wachen zu wollen, dass die „geistigen Grundhaltungen“ der Mitglieder gegenüber Tantra eine gewisse „Qualität“ bewahren, erklärt andererseits aber, dass die Sexualität, wie sie auch durch Tantra-Massagen angesprochen wird, auf keinen Fall „als ein Vehikel zur spirituellen Erleuchtung“ gesehen werden dürfe; sie sei vielmehr vollständig zweckfrei.

#### Verehrung
Die Verbände betonen, dass die Tantra-Massage ein Ritual der Verehrung sei. So ist auf der Webseite des Fördervereins Tantramassage Schweiz zu lesen: „In der Massage wird die massierte Person in ihrem Frau-, ihrem Mann-Sein, ja in ihrer Göttlichkeit verehrt.“ Dem entspricht, dass nach abgeschlossener Massage nicht etwa dem Anbieter für den geleisteten Dienst gedankt wird, sondern das Ritual umgekehrt „mit einem Dank an die Person die massiert wurde“ endet. Der deutsche Tantramassage-Verband schreibt, dass in der Massage gerade Frauen „– oft unter Tränen – eine umfassende Verehrung und Wertschätzung ihres Körpers und ihrer Weiblichkeit, losgelöst von sexuellen Ambitionen und unabhängig von ihrem äußeren Erscheinungsbild“ erfahren.

#### Selbstentdeckung
Inhalt und Ziel der „innere[n] Entdeckungsreise“ und der „Selbsterforschung“, zu der die Massagen den Kunden verhelfen sollen, bestehen vor allem darin, die „eigene Sexualität in ihrer ganzen Größe und Bandbreite annehmen und genießen zu können.“ Das „sexuelle Selbstwertgefühl“ soll gestärkt werden.
Zur Motivation der Kunden, Tantramassage in Anspruch zu nehmen, wurden etwa eine Suche nach „bewusster Körperwahrnehmung“ und von Situationen genannt, in denen man „nichts leisten“ müsse, „zur eigenen Emotion und Intuition“ finden und sich selbst „besser kennenlernen“ könne.

#### Wellness
Die Verbände betonen regelmäßig, dass von Seiten des Kunden ein spirituelles Interesse nicht erwartet wird. So heißt es auf der Webseite des Schweizer Fördervereins: „In der Tantramassage wird die Verbindung von Körper und Geist angestrebt. Dieser Geist des Tantras ist auch für Menschen erlebbar, die spirituellen Ideen und Erfahrungen skeptisch gegenüber stehen.“ Auch der deutsche Tantramassage-Verband schreibt: „Tantramassagen haben die Chance, den Geist des Tantra für viele Menschen erfahrbar zu machen, auch solchen, die sich nicht explizit auf einen speziellen spirituellen Erkenntnisweg machen möchten.“
Einigen Anbietern geht es sogar in erster Linie darum, dem Kunden eine Erfahrung zu bieten, die ihn „emotional wirklich berührt und öffnet, körperlich anregt und gleichzeitig entspannt“.

#### Heilung
Ebenso uneinheitlich sind die Positionen der einzelnen Verbände und Anbieter hinsichtlich des Heilungsanspruchs von Tantra-Massagen.
Einige Anbieter stellen den Kunden ein „Gefühl von Befreiung“ in Aussicht und dass die Massagen von „unbewusstem Stress“ befreien und dabei helfen, „sexuelle Hemmungen“ aufzuheben. Die Nachfolger von Andreas Rothe am Berliner Diamond Lotus Tantra Institut versprechen ihren Kunden „tiefe orgastische Erfahrungen“ und erheben den Anspruch, dass ihre Tantra-Massagen „patentierte Heilanwendungen“ bzw. „sexualtherapeutische Anwendungen“ seien, die den Hormonhaushalt „harmonisieren“.
Der Berufsverband Tantramassage Schweiz erklärt die „sexuelle Gesundheit“ der Kunden zum zentralen Tätigkeitsfeld seiner Mitglieder, wobei der Verband darunter nicht nur „psychische Gesundheit und Wohlbefinden“, sondern explizit auch die „reproduktive Gesundheit“ versteht: „Infertilität kann seine Ursache in einer körperlichen oder psychischen Blockade haben. Tantramassagen helfen, Blockaden zu lösen und eine neue Verbindung zu den Reproduktionsorganen aufzubauen.“
Der Tantramassage-Verband e. V. (TMV) unternimmt auf seiner Webseite die Gratwanderung, einerseits zu erklären, dass die von seinen Mitgliedern angebotenen Tantra-Massagen „unterstützen [können], sexuelle Probleme und Blockierungen zu lösen“ und dass „Mitgliedspraxen und -institute des Tantramassage-Verbandes immer wieder von Ärzten, Therapeuten und Psychologen angesprochen [werden] mit der Bitte, deren Klienten durch das Erleben der eigenen Körperlichkeit und Sinnlichkeit eine heilsame Erfahrung zu vermitteln“, andererseits aber einzuräumen, dass „die Tantramassage TMV® keine Therapie ist und daher keine Heilungsabsicht hat“.

### Probleme
Der Kölner Intimitätscoach Ondra Veltruský, der ein Insider der Tantramassageszene ist, kritisiert, dass viele Anbieter unzureichend geschult sind und z. B. nicht erkennen, wenn ein Kunde für intime Berührungen (noch) nicht bereit ist: „nicht alle Menschen sind in der Lage, das zu genießen, weil der Weg zur genitalen oder analen Berührung manchmal viel zu schnell ist“. Insbesondere für Kunden, die tatsächlich ein Trauma haben, seien Tantramassagen unter Umständen nicht geeignet.
Die Sexualtherapeutin Susann Surber hat darüber hinaus kritisiert, dass traditionelle patriarchale Geschlechterrollen in einen neuen „Esoterik-Sprech“ verpackt werden; dabei wird suggeriert, dass Männer dominant sein, Frauen sich dagegen hingeben und öffnen müssen, was „enormes Potenzial für Manipulation und Missbrauch“ berge. Tatsächlich sind vereinzelt Fälle von schwerem Missbrauch bekannt geworden, etwa 2018 am Ausbildungsinstitut Agama Yoga in Thailand. Auch im Umfeld von Sexological Bodywork, das sich aus Kramers Genitalmassage entwickelt hat, wurde über Fälle von Vergewaltigung berichtet. In den Niederlanden existiert seit 2017 eine Hotline, an die Personen sich wenden können, die von Tantra-Masseuren oder Intimitätscoaches missbraucht worden sind. Im deutschsprachigen Raum nimmt der Tantramassage-Verband e. V. (TMV) Beschwerden über seine Mitglieder per E-Mail entgegen.
Problematisch sind auch scheinbar einvernehmliche private Sexualkontakte zwischen Anbietern und Kunden, die gelegentlich im Anschluss an Tantramassagen zustande kommen und auf die Kunden sich in dem Gefühlschaos einlassen, in welches die Massagen sie versetzen. Während z. B. Psychotherapeuten, die private sexuelle Kontakte zu ihren Patienten haben, damit rechnen müssen, ihre Berufszulassung zu verlieren, wird Entsprechendes von den Tantramassage-Verbänden derzeit nicht sanktioniert. Andere Insider haben vor der Missbrauchsgefahr gewarnt, die sich daraus ergibt, dass Kunden sich in ihren Anbieter verlieben und von ihm abhängig werden.
Zu den wenigen Einrichtungen der Tantra-Massage-Szene, die für ihre Mitglieder explizit ethische Richtlinien formuliert haben, zählt die Association of Certified Sexological Bodyworkers. Dieser Kodex verbietet es den Anbietern u. a., vor Ablauf eines Jahres nach Abschluss der geleisteten Sexological-Bodywork-Dienste (einen vorher nicht bestehenden) privaten sexuellen oder romantischen Kontakt zu Schülern oder Kunden aufzunehmen. Außerdem heißt es in dieser Richtlinie:

“CSBs [= Certified Sexological Bodyworkers] understand the inherent power they hold in their role and will not use this power dynamic to sexually or relationally exploit their students.”

„CSBs verstehen die Macht, die mit ihrer Rolle verbunden ist, und werden diese Machtdynamik nicht benutzen, um ihre Schüler sexuell oder in der Beziehung ausbeuten.“

Der Berufsverband Tantramassage Schweiz erklärt, Ethikrichtlinien formuliert zu haben, veröffentlicht diese jedoch nicht auf seiner Webseite.

## Kulturhistorischer Kontext
Neotantra ist nicht die einzige kulturelle Strömung, die auf eine Entschleunigung und Neuentdeckung der Sexualität ohne Leistungs- und Erfolgsdruck zielt. Begriffe, unter denen – gegenwärtig oft unter dem Schlagwort der „Achtsamkeit“ – Ähnliches beworben wird, sind „Slow Sex“ (Diana Richardson, 2011) und „Soul Sex“ (Eva-Maria Zurhorst, 2019).